# Daniel Scott Lamont
Daniel Scott Lamont (McGraw, 9 febbraio 1851 – Millbrook, 23 luglio 1905) è stato un politico statunitense.

## Biografia
Fu il trentanovesimo segretario alla Guerra degli Stati Uniti,  sotto il presidente degli Stati Uniti d'America Grover Cleveland (24º presidente, nel suo secondo mandato). Nato nella Contea di Cortland, stato di New York.
Studiò all'Union College, ed in seguito si sposò con Juliet K. Lamont. Fra le altre cariche svolte quella di vice presidente della Northern Pacific Railway Company.